# Židovský hřbitov v Břeclavi
Židovský hřbitov v Břeclavi leží asi 800 m severně od náměstí T. G. Masaryka, při severní části Mahenovy ulice. Byl pravděpodobně založen již před rokem 1643. Na ploše o rozloze 7136 m2 se dochovalo asi 300 náhrobků. Břeclavský židovský hřbitov je chráněn jako kulturní památka České republiky.
Zdejší barokní náhrobní kameny se podobají náhrobkům v Mikulově. Nejstarší z nich pocházejí z roku 1713. Součástí hřbitova je i architektonicky cenná obřadní síň arch. F. Neumanna z roku 1892.
Břeclavská židovská komunita přestala existovat v roce 1938.